# 井尻秀憲
井尻 秀憲（いじり ひでのり、1951年7月7日 - ）は、日本の国際政治学者。東京外国語大学名誉教授、東京国際大学客員教授、Ph.D.（政治学）。専門は国際政治学、東アジア国際関係論。

## 経歴
福岡県出身。1970年、福岡県立修猷館高等学校卒業、1975年、東京外国語大学外国語学部中国語学科卒業、三井銀行勤務の後、1980年3月、同大学院地域研究研究科修士課程修了、1983年12月、カリフォルニア大学バークレー校政治学部大学院博士課程修了。同大学政治学博士。
筑波大学社会工学系助手（1985～1988年）、神戸市外国語大学外国語学部助教授（1988～1992年）、筑波大学社会科学系助教授（1992～1999年）、外務省北京大使館専門調査員（1994～1995年）を経て、1999年より東京外国語大学外国語学部教授。2009年、大学院重点化に伴い配置転換、東京外国語大学総合国際学研究院教授。同大学定年退職（2016年）。名誉教授。国家基本問題研究所客員研究員も務める。東京国際大学客員教授、桜美林大学アジアユーラシア総合研究所・客員研究員も務める。

## 著書

### 単著
- 『現代アメリカ知識人と中国――知と情念のフロンティア』（ミネルヴァ書房, 1992年）
- 『台湾経験と冷戦後のアジア』（勁草書房, 1993年）
- 『アメリカ人の中国観』（文藝春秋［文春新書］, 2000年）
- 『李登輝の実践哲学――50時間の対話』（ミネルヴァ書房, 2008年）
- 『迫りくる米中衝突の真実』（PHP研究所、2012年）
- 『激流に立つ台湾政治外交史――李登輝、陳水扁、馬英九の25年』（ミネルヴァ書房, 2013年）
- 『中国・韓国・北朝鮮でこれから起こる本当のこと』（育鵬社、2015年）。
- 『アジアの命運を握る日本』（海竜社、2016年）
- 『福澤が夢見たアジアーー西郷の大変革』（桜美林大学アジアユーラシア研究所、2018年）

### 編著
- 『中台危機の構造――台湾海峡クライシスの意味するもの』（勁草書房, 1997年）
- 『二十一世紀をめざす米中関係（上・下）』（霞山会、2000年1月（上）、同年3月（下））。
- 『21世紀世界論』（東京外国語大学21世紀COEプログラム、史資料ハブ拠点叢書、2004年）

共著
・「第二次大戦の終結と中華人民共和国への道」『中国現代史』（有斐閣、1981年）
・「日中関係」『現代世界と国民国家の将来』（御茶の水書房、1990年）
・「民主主義の岐路に立つ台湾政治」『孫文から李登輝へ』、早稲田出版、1992年）
・「冷戦後の世界とアジアをどう捉えるか」、「民主化と現実外交で選択空間を広げる台湾」
　『21世紀に向かうアジアと日本』（芦書房、1993年）
・「第二次大戦の終結と中華人民共和国への道」『中国現代史』（新版）（有斐閣、1996年）
・"Sino-Japanese Controversy since the 1972 Diplomatic Normalization," in China and
Japan:History,Trends and Prospects (ed.) by C. Howe (Oxford: Clarendon Press, 1996)
・"Taiwan's 'Pragmatic Diplomacy and its implications for the Chinese Mailand, Japan and the
World," in Taiwan's Expanding Role in the International Arena (ed.) by Maysing H. Yang 
(Armonk, New York, London: M.E. Share, Inc., 1997)
博士論文
・The Politics of Japan's Decision to Normalize Relations with China, 1069-1972, Ph.D
dissertation, University of California, Berkeley (Ann Arbor, Michigan: University Microfilms 
International, 1987)。
研究報告論文
・「アメリカ人の対中イメージとその問題」『米中関係の現状と展望』（国際善隣協会中国問題研究所、1988年）
・「台湾の内政と外交」『アジア太平洋、特に南シナ海を中心とする東南アジア地域の軍事戦略環境の変化と
　　わが国の安全保障に及ぼす影響』（平和・安全保障研究所、1993年）。
・"The China-Taiwan Factor in US-Japan Global Leadership Sharing," 日本学術振興会ーー米国社会科学
　研究会議（SSRC)協力事業『世界におけるリーダーシップ分担に関する制度的問題』（1996年3月）。
・"Changing Order in East Asia and Japan's Security Policy,"『筑波大学新国際システム特別プロジェクト年次研究報告書IV』
　（1996年3月）
・『台湾海峡クライシスと中台政治・経済・軍事構造』（編著、外務省委託研究報告書、1996年7月）。
・「台湾の総統選挙にいたる中台関係の経緯」『筑波大学新国際システム特別プロジェクト年次報告書（最終報告集）、V
　　Part II』（1997年3月）。
・「和解をめざす中国の台湾政策と台湾の反応」『全人代後の中国の政治外交に関する調査研究』（外務省委託研究、霞山会、1998年3月）。
脚注
1. ↑  『読売年鑑 2016年版』（読売新聞東京本社、2016年）p.298
2. ↑  東京修猷会 第597回二木会(2013年11月14日(木))

　 ３　東京外国語大学教員紹介